# 梶村昇
梶村 昇（かじむら のぼる、1925年1月1日 - ）は、日本の仏教学者、浄土宗僧侶、亜細亜大学名誉教授。
京都府福知山市生まれ。1950年大正大学文学部仏教学科卒。1953年同研究科修了。1952-1960年ニューヨークのユニオン神学大学に学び、1956年亜細亜大学経済学部講師、1962年助教授、1967年教授。1995年定年退任、客員教授、1997年退任、名誉教授。

## 著書
- 『法然』角川書店<角川選書> 1970
- 『アジアの宗教』南窓社 1972
- 『法然のことば』雄山閣出版 1978。カルチャーブックス・宗祖のことばシリーズ
- 『聖者物語5　日本のまごころ 聖徳太子』日本教文社 1981
- 『今の世を生きるために 法然仏教入門』知恩院 1984
- 『南無阿弥陀仏の論理』毎日新聞社 1985
- 『法然のことば』雄山閣出版 1987
- 『日本人の信仰 民族の〈三つ子の魂〉』中央公論社<中公新書> 1988
- 『法然上人をめぐる関東武者 1 熊谷直実』（知恩院浄土宗学研究所シリーズ） 東方出版 1991
- 『悪人正機説』大東出版社<大東名著選> 1992
  - 改訂版『法然の言葉だった 「善人なをもて往生をとぐいはんや悪人をや」』大東出版社 1999
- 『法然上人をめぐる関東武者 2 宇都宮一族』（知恩院浄土宗学研究所シリーズ） 東方出版 1992
- 『勢観房 源智』（念仏に生きた人） 東方出版 1993
- 『禅勝房』（念仏に生きた人） 東方出版 1994
- 『法然上人とお弟子たち 乱世を生きる同信の世界』浄土宗<浄土選書> 1998
- 『法然上人をめぐる関東武者 3　津戸三郎為守』東方出版 2000
- 『聖光と良忠 浄土宗三代の物語』浄土宗<浄土選書> 2008
- 『法然上人伝』大東出版社（上下） 2013

### 共著編・監修
- 『浄土仏教の思想 第10巻　弁長・隆寛』講談社 1992。後者は福原隆善
- 『アジア人のみた霊魂の行方』編 大東出版社 1995
- 『NHK 宗教の時間　法然の法語をよむ　万人の救われる道』（上・下）、NHK出版 2000。放送テキスト
- 『法然上人のご法語 第3集(対話編)』浄土宗総合研究所編訳、阿川文正・高橋弘次共監修 浄土宗 2001
- 『法然上人行実』編 浄土宗 2005